# Villacalbiel-San Esteban
Villacalbiel-San Esteban es un pueblo español perteneciente al municipio de Villamañán, en la provincia de León, comunidad autónoma de Castilla y León. Se encuentra a 30 kilómetros de León y cuenta con una población de 121 habitantes (INE 2021). La base de su economía es la ganadería y la agricultura; posee una cooperativa vinícola que está dentro de la denominación León. El pueblo cuenta con un bar, una piscina, un frontón, un parque y la iglesia. Se trata de una entidad local menor conformada por las localidades de Villacalbiel  y San Esteban de Villacalbiel.

## Cultura
Entre el conjunto artístico de su iglesia destaca un cristo del siglo XIX. Antaño la iglesia tenía una virgen románica, denominada Virgen del Vago Viejo (desaparecida).
Sus fiestas son:
- Santa Cruz 3 de mayo.
- Los Mártires San Fabián y San Sebastián 20 y 21 de enero.
- Fiesta del Vino, en agosto, es la principal fiesta de la localidad y es organizada por la Asociación Juvenil del Valle Villacalbiel-San Esteban

## Galería fotográfica

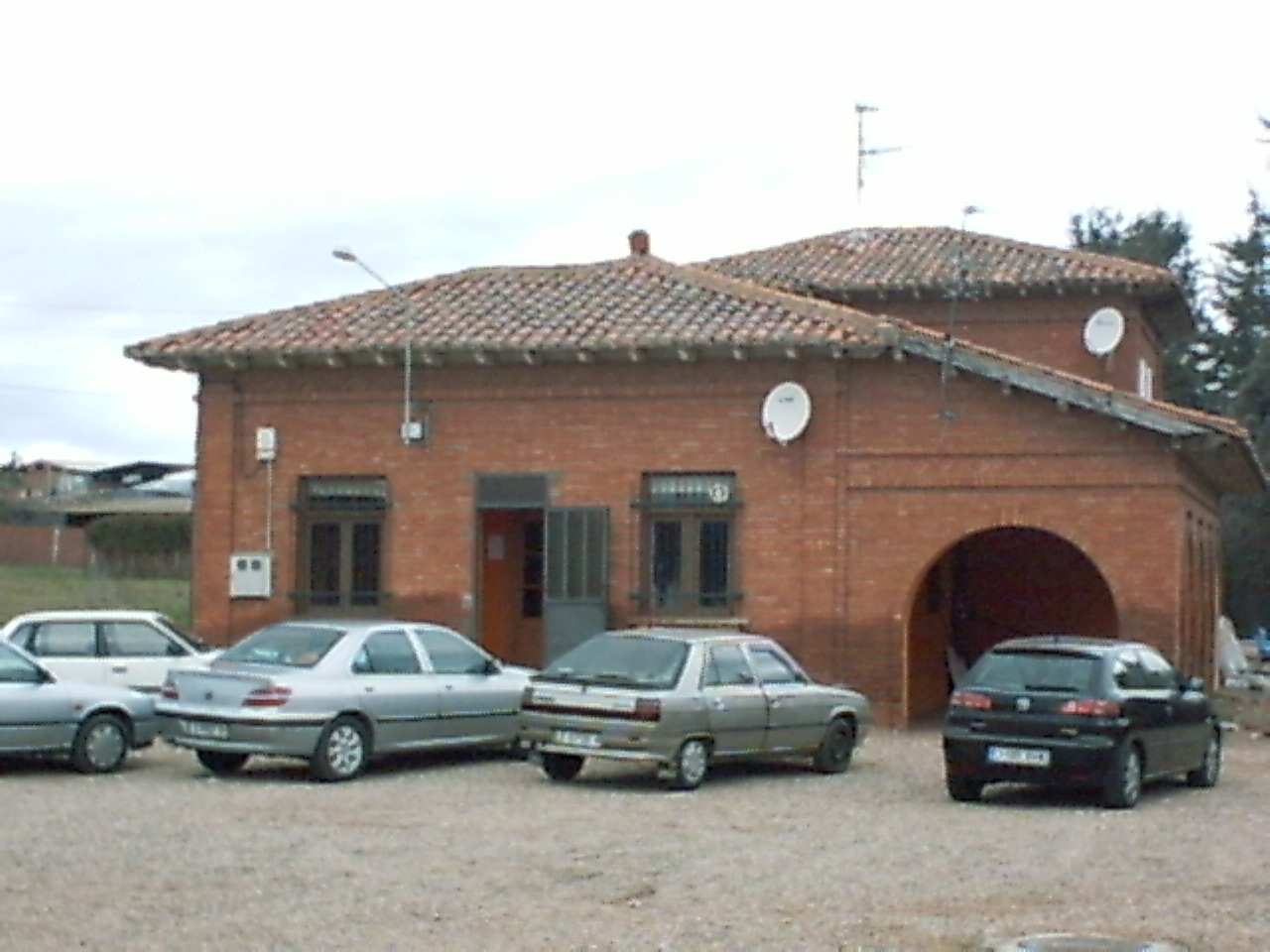
Bar
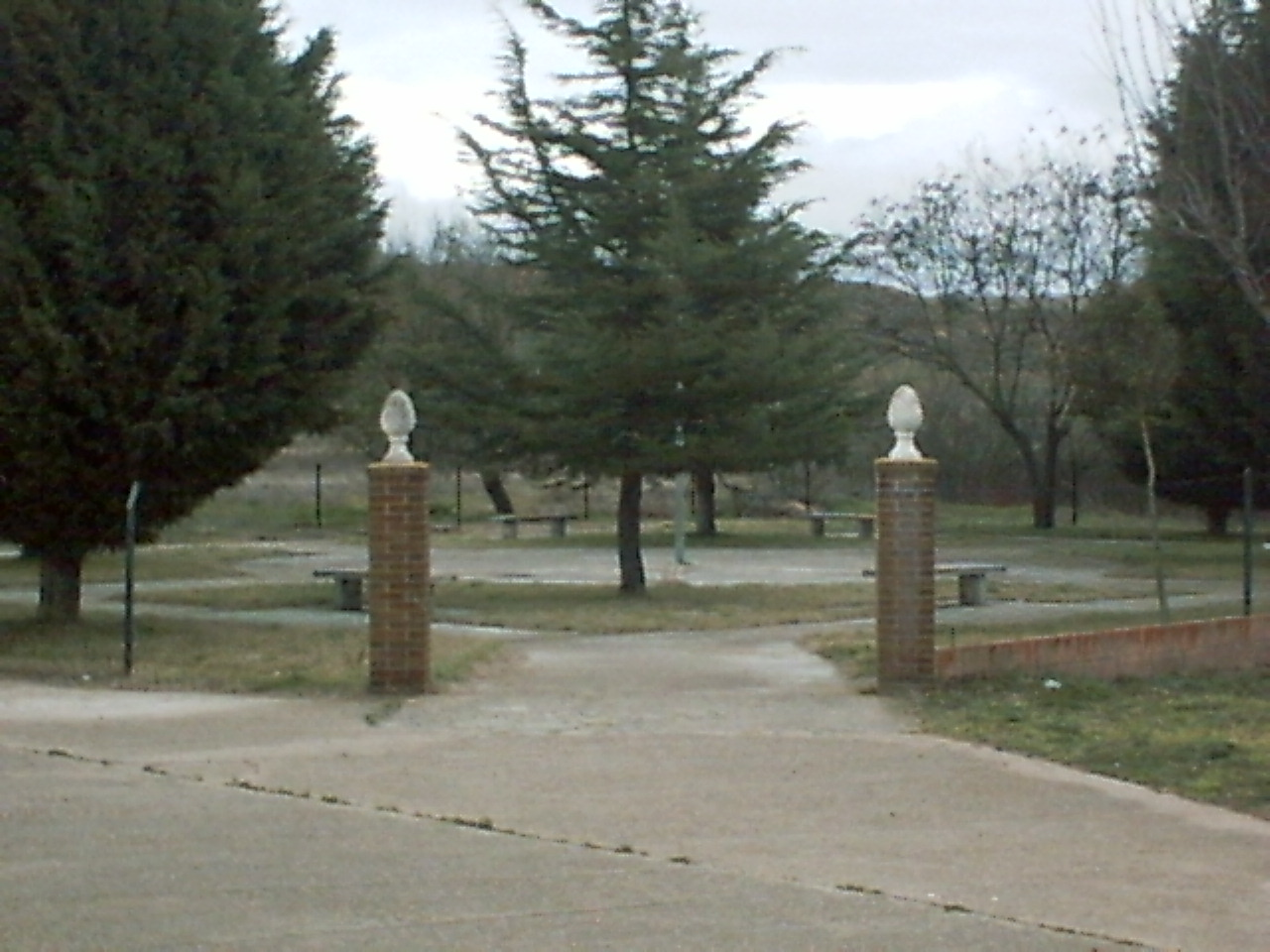
Parque
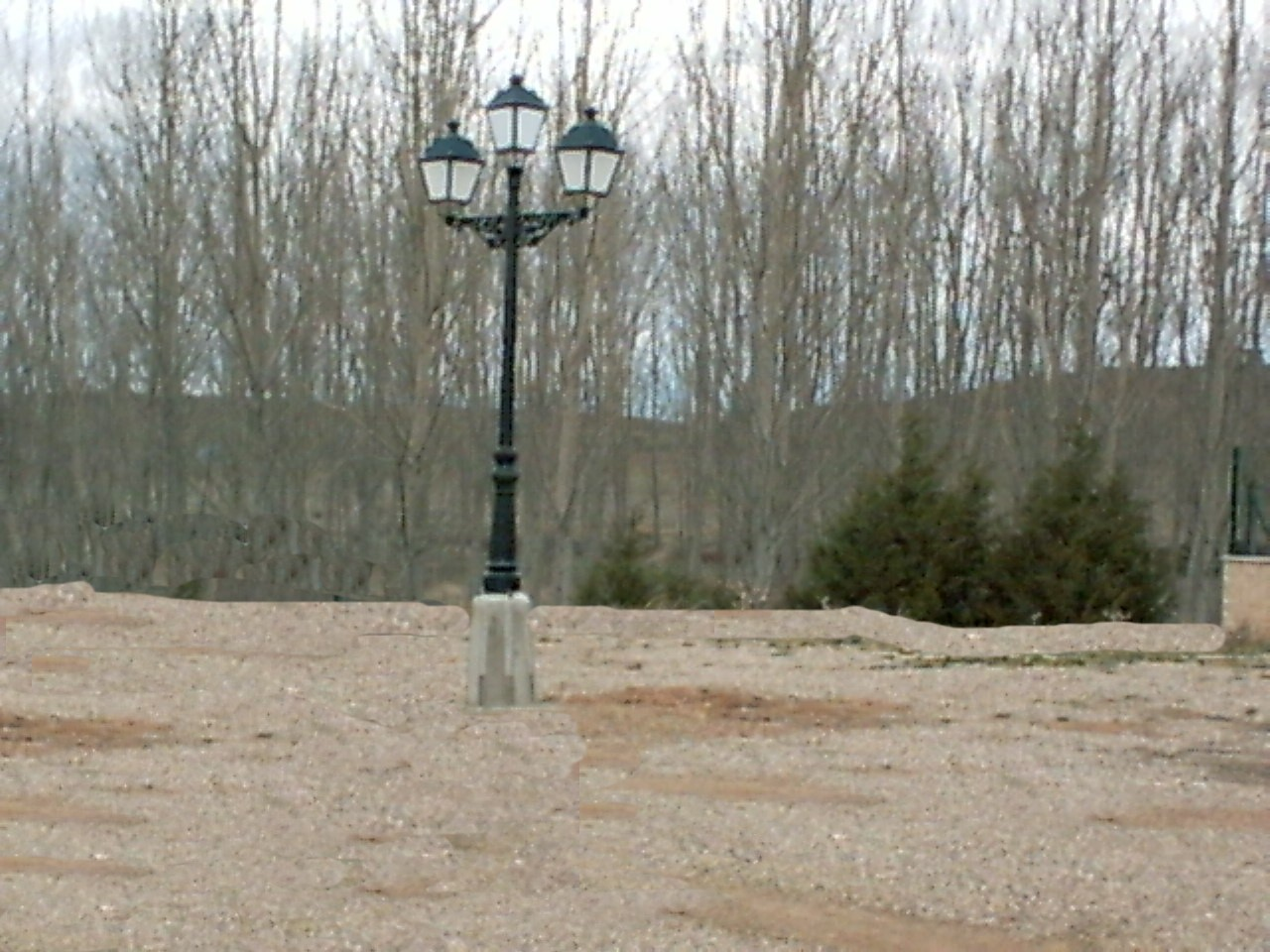
Plaza
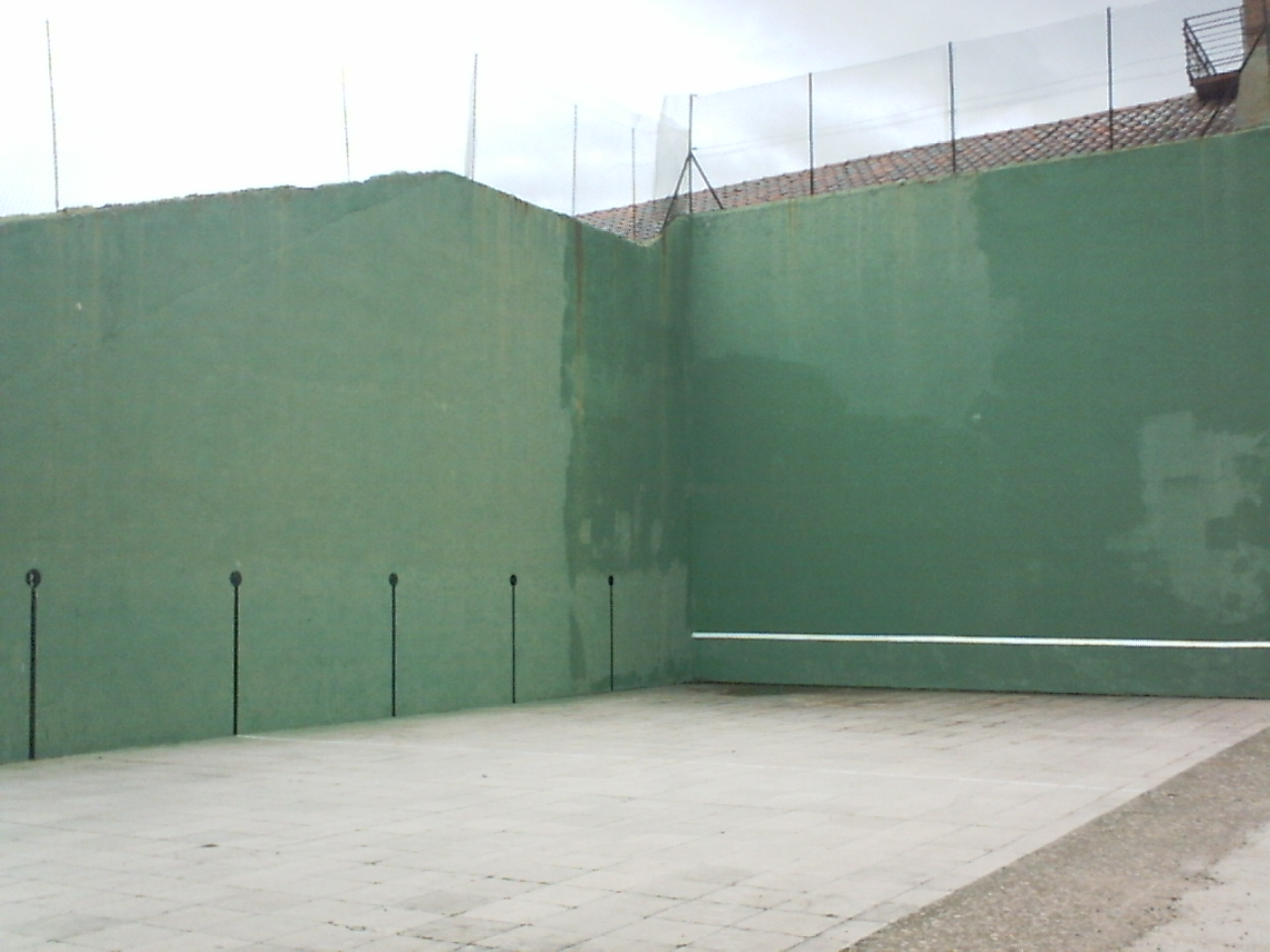
Frontón
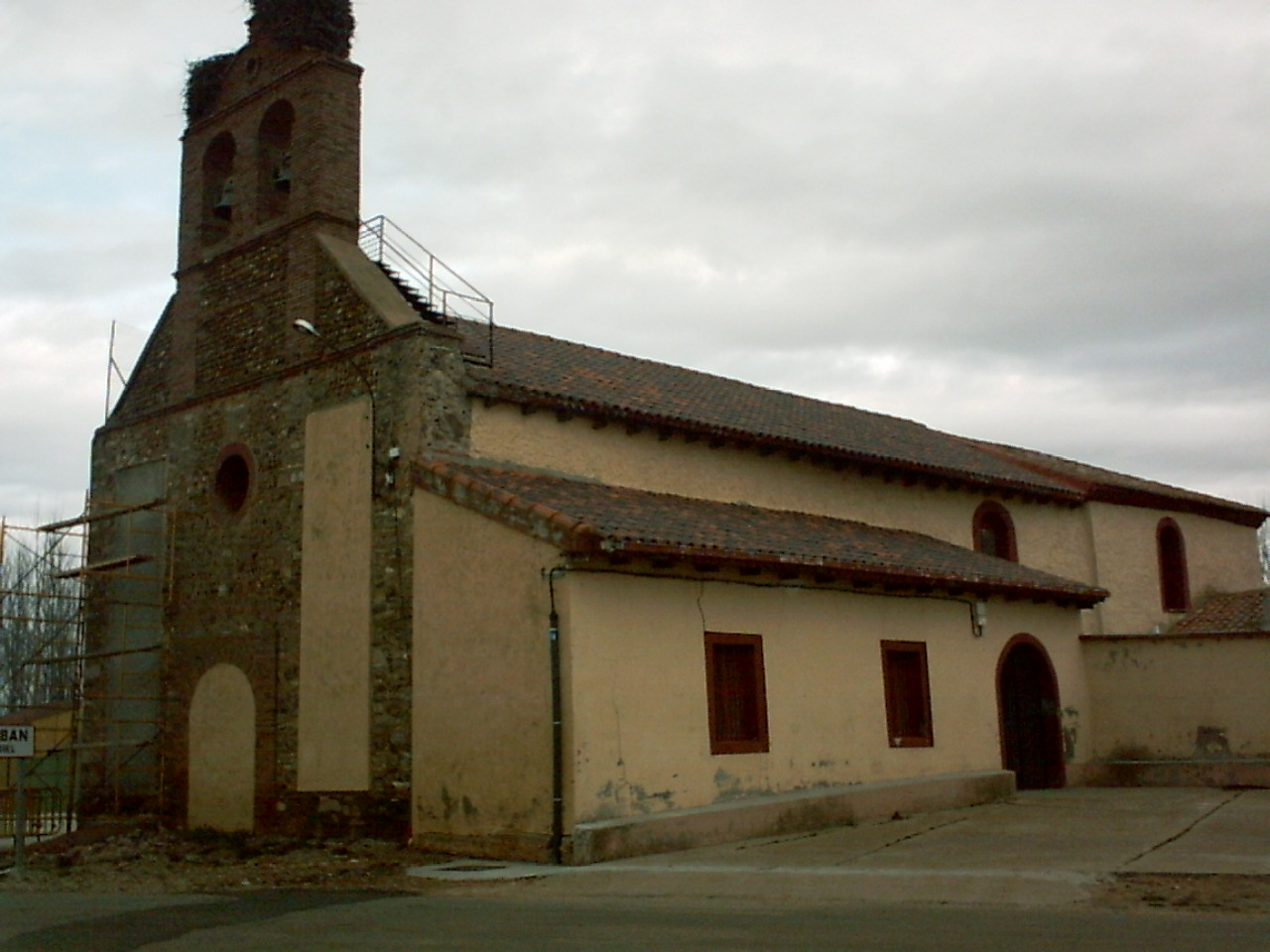
Iglesia